# Norma Gladys Cappagli
Norma Gladys Cappagli (17 tháng 6 năm 1939 - 22 tháng 12 năm 2020) là một hoa hậu đến từ Argentina. Bà đại diện cho Argentina tham dự cuộc thi Hoa hậu Thế giới 1960, được tổ chức tại Luân Đôn, và đã đoạt danh hiệu này. Bà đã trở thành người phụ nữ đầu tiên của Argentina đoạt danh hiệu Hoa hậu Thế giới và là người phụ nữ thứ hai đến từ Nam Mỹ đoạt danh hiệu này. Người kế vị của bà là Rosemarie Frankland, hoa hậu thế giới 1961 đến từ nước Anh.
| Tứ đại Hoa hậu (1960)        | Tứ đại Hoa hậu (1960)                  | Tứ đại Hoa hậu (1960)                 | Tứ đại Hoa hậu (1960) |
| ---------------------------- | -------------------------------------- | ------------------------------------- | --------------------- |
| Hoa hậu Hoàn vũ Linda Bement | Hoa hậu Thế giới Norma Gladys Cappagli | Hoa hậu Quốc tế Maria Stella Zawadzky | Hoa hậu Trái đất none |